# Glenea calypso
Glenea calypso es una especie de escarabajo del género Glenea, familia Cerambycidae. Fue descrita científicamente por Pascoe en 1867.
Habita en Borneo. Esta especie mide 17 mm.